# Lorenz Wegscheider
Lorenz Wegscheider(ur. 28 stycznia 1964) – niemiecki skoczek narciarski reprezentujący barwy RFN.

## Puchar Świata

### Miejsca w klasyfikacji generalnej
- sezon 1984/1985: 66
- sezon 1986/1987: 76